# 芮捷銳
芮捷銳（Geoffrey William "Geoff" Raby，1953年—）前澳大利亞外交官。生於澳大利亞墨爾本。2007年至2011年任澳大利亞駐華大使（2007年至2009年兼任駐蒙古國和朝鮮大使）。現時從商。